# Albo nazionale delle eccellenze
L'albo nazionale delle eccellenze è un albo d'onore (o albo d'oro) istituito a livello nazionale italiano a partire dall'anno scolastico 2006/2007.
Statuisce un riconoscimento nei confronti di studenti frequentanti i corsi di istruzione superiore delle scuole statali e paritarie che conseguano il diploma con particolare merito scolastico, sia per attività del curriculum studiorum che extra-curriculari. 
L'elenco degli iscritti all'albo che hanno dato il consenso alla pubblicazione è consultabile online.

## Struttura dell'albo

Screenshot della pagina web dell'albo nazionale delle eccellenze preso nel 2024. Sono ben visibili le due sezioni distinte che compongono l'albo.

L'albo comprende due sezioni distinte e separate:
- A- Albo nazionale dei Diplomati con 100 e lode: contiene un elenco dei nominativi degli studenti che hanno conseguito il diploma di maturità con la votazione di 100 e lode e gli istituti, identificati con il rispettivo codice meccanografico, presso i quali tale risultato è stato conseguito da ciascuno studente
- B- Albo dei premiati in competizioni: contiene un elenco degli studenti vincitori delle competizioni (nazionali e internazionali) elencate nel Programma annuale per la valorizzazione delle eccellenze[5]

In pratica la consultazione dell'albo online risulta disomogenea, in quanto gli elenchi degli studenti di una sezione sono disponibili solo per anno scolastico mentre quelli di un'altra sezione solo per nome e cognome, senza la possibilità di collegare i database a delle API.

## Criteri di accesso alla sezione dei diplomati con 100 e lode

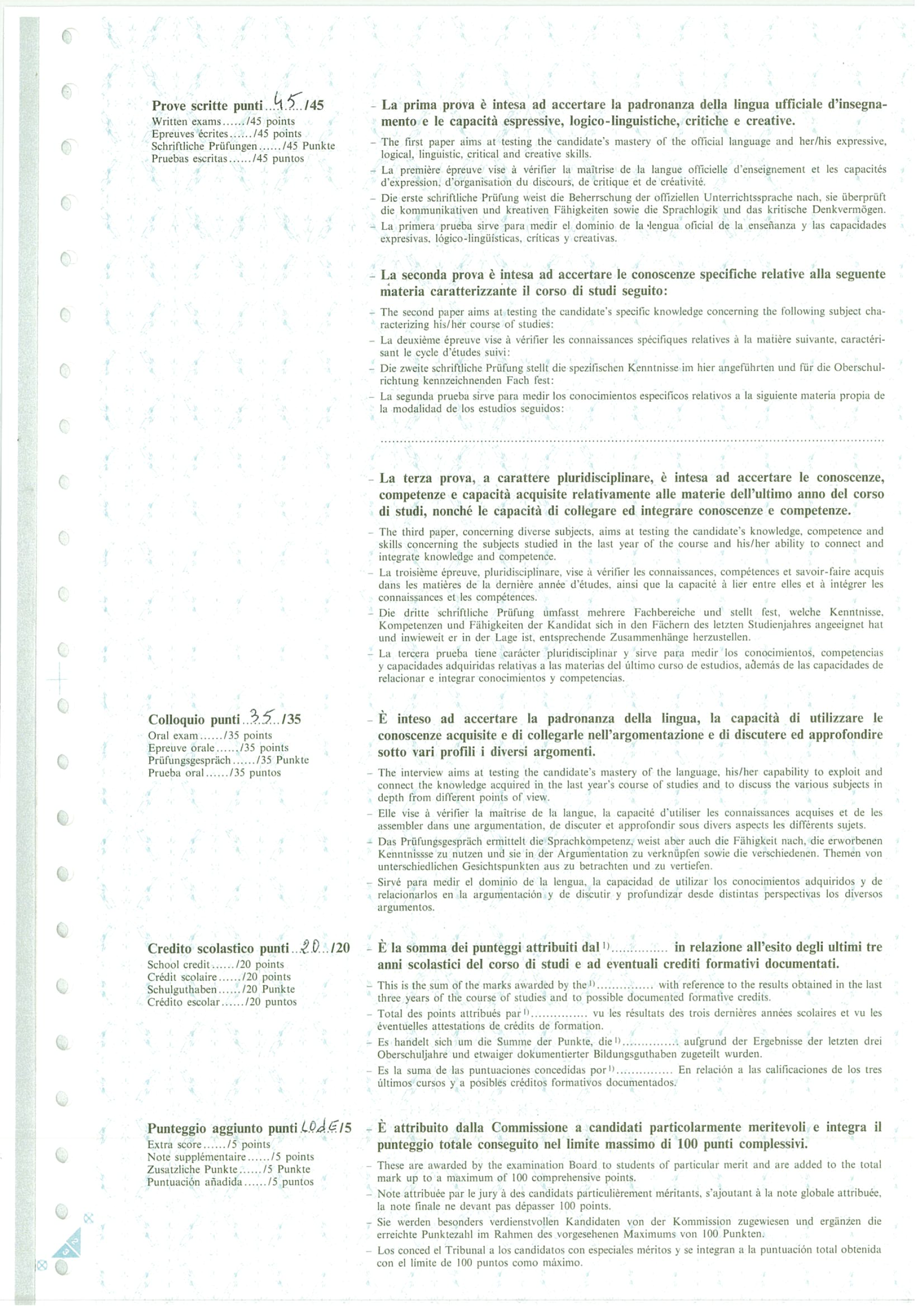
Esempio di allegato al diploma per una studentessa che ha conseguito la maturità con il voto di 100/100 e lode nell'anno scolastico 2007, in cui sono riassunti i requisiti da soddisfare per l'iscrizione della relativa sezione dell'albo delle eccellenze

Possono conseguire il voto di 100/100 cum laude tutti gli studenti in grado di soddisfare i seguenti requisiti:
- Avere raggiunto il massimo dei crediti scolastici durante gli ultimi tre anni di scuola superiore precedenti la prova di maturità
- Conseguire la massima votazione all'esame di maturità, ossia sia nella prima che nella seconda prova scritta e anche al colloquio orale e senza usufruire di eventuali punti bonus a disposizione

### Carta del merito
A partire dal 2024 nasce la Carta del merito, un buono da 500 euro che spetta a tutti coloro che, avendo un'età non superiore a 19 anni, conseguono il diploma con il voto minimo di 100/100. Si ha la possibilità di richiedere la Carta del merito dal 31 gennaio al 30 giugno dell'anno solare successivo al conseguimento del diploma ed è cumulabile con la pre-esistente Carta della cultura giovani. Ciascuna carta è spendibile per l'acquisto di beni fino al 31 dicembre dell'anno di ottenimento.
La Carta del merito è cumulabile anche con altri premi eventualmente ottenuti attraverso percorsi d'eccellenza (come ad esempio le Olimpiadi di matematica o i certami), così come con altre eventuali borse di studio finanziate da soggetti pubblici o privati.
Il conseguimento del punteggio massimo all’esame di maturità può altresì costituire titolo riconosciuto per ottenere agevolazioni riguardo a tasse e contributi universitari e può contribuire all’ottenimento di borse di studio in collegi universitari di merito.

## Criteri di accesso alla sezione dei premiati in competizioni
Per l'albo dei premiati in competizioni i requisiti variano in base al tipo di competizione. Vi sono ad esempio delle competizioni a squadre per cui tutti i membri della squadra che vince possono essere iscritti nell'apposita sezione dell'albo.
Le competizioni, di carattere nazionale o internazionale, rivolte agli studenti delle scuole secondarie di 2º grado, devono soddisfare i requisiti indicati nel Decreto ministeriale n. 182 del 19 marzo 2015. Le varie fasi della competizione (istituto, regionale, nazionale, internazionale) devono, preferibilmente, concludersi nell’anno scolastico di riferimento.

### Procedure
La raccolta e l'aggiornamento dei nominativi di studenti meritevoli è a cura dell'Istituto nazionale di documentazione, innovazione e ricerca educativa (INDIRE), secondo le modalità stabilite dalla Circolare Prot. n.18/Dip/segr. emanata in data 28 gennaio 2008 dal Ministero dell'Istruzione e del Merito. 
Ogni anno il ministero pubblica un Programma per la valorizzazione delle eccellenze in cui sono elencate le iniziative, promosse da soggetti interni o esterni al sistema scolastico, accreditate per la sezione dell'Albo nazionale delle eccellenze dedicata ai premiati in competizioni. 

### Premi
L'albo promuove l'approfondimento e l'impegno degli studenti nelle diverse discipline premiandolo. Le scuole comunicano i dati degli studenti che soddisfano i requisiti di iscrizione all'albo in sede di rilevazione degli esiti degli esami di Stato e assegnano agli stessi degli incentivi, quali ad esempio:
- benefit e accreditamenti per l'accesso a biblioteche, musei, istituti e luoghi della cultura[10]
- ammissione a tirocini formativi
- partecipazione a iniziative formative organizzate da centri scientifici nazionali con destinazione rivolta alla qualità della formazione scolastica
- viaggi di istruzione e visite presso centri specialistici
- la possibilità di entrare a far parte di una community di persone con valori in comune

Il premio è consegnato dal dirigente scolastico della scuola da cui lo studente meritevole ottiene il diploma.

## Storia e normativa
L'albo viene costituito, in una prima fase sperimentale sotto l'egida dell'allora Ministro dell'Istruzione Giuseppe Fioroni, con il Decreto Legge n. 960 del 18 settembre 2006, poi convertito in Legge n.1 dell'11 gennaio 2007, di ripristino parziale della commissione di esame esterna durante lo svolgimento dell'esame di maturità e di modifica della distribuzione dei crediti scolastici tra prove in itinere ed esame finale.
Il Decreto Legislativo 262 del 29 dicembre 2007, scaturito dalla delega inserita nel D.L.960/2006, disciplina sistematicamente la materia della valorizzazione delle eccellenze.

## Statistiche
In un allegato alla circolare Prot. n.18/Dip/segr. emanata in data 28 gennaio 2008 dal Ministero dell'Istruzione e del Merito viene riportata una tabella di distribuzione dei diplomati con 100 e lode tra le varie regioni Italiane in proporzione al totale degli studenti iscritti alle scuole sul territorio nell'anno scolastico 2006/2007.
Nel 2024 gli iscritti all'Albo nazionale delle eccellenze formano una comunità di quasi 100 000 giovani entro i 36 anni.